# Herta Müller
Herta Müller (Nitzkydorf, 17 agosto 1953) è una scrittrice, saggista e poetessa tedesca, nata in Romania e vincitrice del Premio Nobel per la letteratura nel 2009. È nota per aver descritto nelle sue opere le condizioni di vita in Romania durante la dittatura di Nicolae Ceaușescu.
Si guadagnò da vivere come maestra d'asilo e insegnante di lingua tedesca. Nel 1982 pubblica il suo primo libro, che esce in forma censurata, come gran parte delle pubblicazioni dell'epoca. Nel 1987 lascia la Romania per andare a vivere in Germania dove fino al marzo del 2023 ha vissuto insieme al marito, lo scrittore Richard Wagner, e dove vive tuttora. Da lì inizierà a ricevere proposte per divenire professoressa universitaria.
Nel 2009 ha vinto il premio Nobel per la letteratura con la seguente motivazione: «Ha saputo descrivere il panorama dei diseredati con la forza della poesia e la franchezza della prosa». È considerata una delle più grandi scrittrici europee degli ultimi decenni.

## Biografia

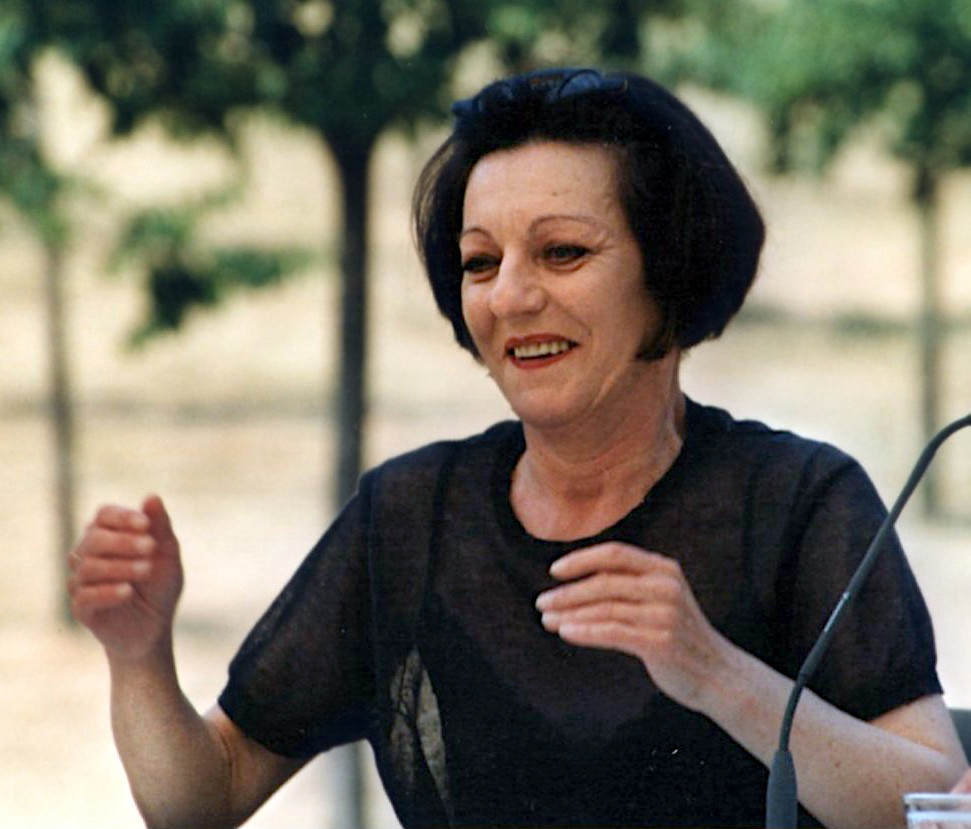
Lettura, "L'altalena del respiro", Potsdam, luglio 2010

Herta Müller nasce nell'odierna Nițchidorf, nel distretto di Timiș, nella regione del Banato (in Romania), il 17 agosto del 1953 in una famiglia facente parte della minoranza tedesca della regione. Il padre aveva militato nelle Waffen-SS durante la seconda guerra mondiale, essendo la Romania un'alleata della Germania nazista. Poco prima della fine del conflitto, il paese passò nella sfera d'influenza dell'Unione Sovietica di Stalin, il quale, nel gennaio del 1945, ordinò per rappresaglia la deportazione di tutti i rumeni di madrelingua tedesca di età compresa tra i 17 e i 45 anni: tra questi deportati figurava anche la madre della scrittrice. Studia letteratura rumena e tedesca presso l'Università di Timișoara, città nella quale entra a far parte del collettivo di scrittori gemanofoni anti-comunisti Aktionsgruppe Banat e nel 1976 inizia a lavorare come traduttrice per un'azienda ingegneristica, dalla quale sarà licenziata nel 1979 per mancata collaborazione con la Securitate, i servizi segreti del regime comunista rumeno.
Si guadagna da vivere come maestra d'asilo e insegnante di lingua tedesca. Nel 1982 pubblica il suo primo libro, Niederungen (Bassure), che tuttavia uscirà solamente in forma censurata, come gran parte delle pubblicazioni dell'epoca,a causa dell'argomento trattato: la dittatura del regime di Ceaușescu, descritta e osservata attraverso gli occhi di un bambino nel ruolo di protagonista. La versione priva di censure esce solamente due anni dopo in Germania, insieme alla sua seconda opera, Drückender Tango (Tango oppressivo). Nel 1987, dopo reiterate persecuzioni da parte della Securitate, lascia la Romania per andare a vivere in Germania, a Berlino (dove risiede tuttora), insieme allo scrittore Richard Wagner, all'epoca suo marito. Da lì inizierà a ricevere proposte per una cattedra universitaria. L'esperienza dell'esilio e della permanenza in terra straniera verrà condensata nel romanzo Reisende auf einem Bein (In viaggio su una gamba sola).
Nel maggio del 1989, Roland Kirsch, uno dei suoi migliori amici ed ex-membro dell'Aktionsgruppe Banat, fu trovato impiccato nel suo appartamento. Nonostante il caso sia stato archiviato come suicidio, la Müller ha affermato sul settimanale tedesco Die Zeit di non credere a questa versione dei fatti. A suo dire i vicini di casa di Kirsch avrebbero udito molte persone parlare a voce alta nell'appartamento di Kirsch la sera della sua morte. Kirsch stesso, inoltre, non sarebbe stato sottoposto ad autopsia e il suo nome sarebbe stato cancellato dal dossier della Securitate sull'autrice, quasi non fosse mai esistito.
Vincitrice del Premio Roswitha nel 1990, nel 1991/92 risiede a Roma come borsista dell'Accademia Tedesca Villa Massimo. Nel 1995 Müller diventa membro dell'Accademia tedesca di Letteratura e Poesia. Nel 1997 abbandona il PEN International come forma di protesta per la decisione di riunire le associazioni che facevano capo alla Germania Est ed Ovest prima del crollo del Muro di Berlino. Nel 2008 ha inviato una lettera critica a Horia-Roman Patapievici, presidente dell'Istituto di Cultura Romena, per aver espresso sostegno ad una scuola romeno-tedesca nella quale lavoravano due ex-informatori della Securitate.
Nel 2009 pubblica il romanzo Atemschaukel (L'altalena del respiro), opera di denuncia degli orrori patiti dai rumeni di madrelingua tedesca deportati nei campi di lavoro sovietici. Il libro avrebbe dovuto essere una collaborazione con il poeta rumeno di lingua tedesca ed ex-deportato Oskar Pastior, la cui tragica esperienza di vita funge da ispirazione per la trama, ma Pastior muore nel 2006, costringendo la Müller a rinunciare al suo contributo diretto. Il romanzo riscuote un notevole successo, al punto da venire candidato al Deutscher Buchpreis, uno dei più prestigiosi premi letterari tedeschi. L'8 ottobre dello stesso anno Herta Müller riceve il Premio Nobel per la letteratura, con la seguente motivazione: «Con la concentrazione della poesia e la franchezza della prosa, dipinge il paesaggio degli spodestati». L'ultimo scrittore tedesco a vincerlo prima di lei era stato Günter Grass nel 1999.
Nel 2012, in occasione del conferimento del Premio Nobel per la Letteratura al cinese Mo Yan, l'autrice definì tale scelta da parte dell'Accademia svedese «una catastrofe», in quanto lo scrittore cinese si sarebbe più volte dimostrato compiacente verso «le dure leggi sulla censura del paese asiatico». Tale accusa sarebbe nata da una affermazione di Mo Yan durante la conferenza stampa dopo la consegna del premio, secondo cui la censura sarebbe un atto necessario.

## Opere
- Niederungen, 1982 (Bassure, Feltrinelli, 2010).
- Drückender Tango, 1984.
- Der Mensch ist ein großer Fasan auf der Welt, 1986 (L' uomo è un grande fagiano nel mondo, Feltrinelli, 2014).
- Barfüßiger Februar, 1987.
- Reisende auf einem Bein, 1989 (In viaggio su una gamba sola, Marsilio, 1992).
- Wie Wahrnehmung sich erfindet, 1990.
- Der Teufel sitzt im Spiegel, 1991.
- Der Fuchs war damals schon der Jäger, 1992 (La volpe era già il cacciatore, Feltrinelli, 2020).
- Eine warme Kartoffel ist ein warmes Bett, 1992.
- Der Wächter nimmt seinen Kamm, 1993.
- Angekommen wie nicht da, 1994.
- Herztier, 1994 (Il paese delle prugne verdi, Keller, 2008; Cuoreanimale, Feltrinelli, 2021).
- Hunger und Seide, 1995.
- In der Falle, 1996 (In trappola, Sellerio, 2010).
- Heute wär ich mir lieber nicht begegnet, 1997 (Oggi avrei preferito non incontrarmi, Feltrinelli, 2011).
- Der fremde Blick oder das Leben ist ein Furz in der Laterne, 1999 (Lo sguardo estraneo, ovvero la vita è un peto in un lampione, Sellerio, 2009).
- Im Haarknoten wohnt eine Dame, 2000.
- Heimat ist das, was gesprochen wird, 2001.
- Der König verneigt sich und tötet, 2003 (Il re s'inchina e uccide, Keller, 2011).
- Die blassen Herren mit den Mokkatassen, 2005.
- Este sau nu este Ion, 2005 (Essere o non essere Ion, Transeuropa, 2012).
- Atemschaukel, 2009 (L'altalena del respiro, Feltrinelli, 2010).
- Cristina und ihre Attrappe oder Was (nicht) in den Akten der Securitate steht, 2009 (Cristina e il suo doppio, Sellerio, 2010).
- Immer derselbe Schnee und immer derselbe Onkel, 2011 (La paura non può dormire. Riflessioni sulla violenza del secolo scorso, Feltrinelli, 2012).
- Vater telefoniert mit den Fliegen, 2012.
- Mein Vaterland war ein Apfelkern. Ein Gespräch mit Angelika Klammer, 2014 (La mia patria era un seme di mela. Una conversazione con Angelika Klammer, Feltrinelli, 2015).

## Filmografia
- 1993 Vulpe - vânător (Der Fuchs war damals schon der Jäger), regia: Stere Gulea, interpreti: Oana Pellea, Dorel Vișan, George Alexandru.